# جيم أرنولد (ممثل تلفزيوني)
جيم أرنولد (بالإنجليزية: Jim Metzler)‏ (و. 1951  م) هو ممثل تلفزي، وممثل أفلام، ومنتج أفلام أمريكي، ولد في أونيونتا.

## التعليم
تعلم في كلية دارتموث
.

## وصلات خارجية
- جيم أرنولد على موقع IMDb (الإنجليزية)
- جيم أرنولد على موقع ألو سيني (الفرنسية)
- جيم أرنولد على موقع أول موفي (الإنجليزية)
- جيم أرنولد على موقع قاعدة بيانات الأفلام السويدية (السويدية)
- جيم أرنولد على موقع قاعدة بيانات الفيلم (الإنجليزية)
- جيم أرنولد على موقع كينوبويسك (الروسية)